# Jaume Roca Bauzà
Jaume Roca Bauzà (Palma, 1838 - Andratx, 1912) fou un polític republicà federal, lliurepensador i autor teatral. En el seu poble, Andratx, era conegut com es Gerrer, ja que fou un gerrer ambulant i després es convertí en un industrial de la terrisseria.

## Biografia
Va ser un republicà federal i lliurepensador mallorquí molt conegut arreu de l'illa de Mallorca. En l'àmbit polític fou cap del Partit Republicà Federal d'Andratx i el 1873 va ser tinent de batlle. A més de la política, es dedicà a escriure obres teatrals, les quals, signava com a un pajès d'Andraitx. S'introduí en el món del teatre des de ben jove i fins i tot regentà un teatre a Andratx anomenat Sa Gerreria o Teatre Roca.
Jaume Roca fou una de les escasses mostres de teatre esquerrà mallorquí i tingué una notable popularitat, fins al punt que moltes persones es sabien les seves obres de memòria i formaven part del repertori de les més notables companyies de teatre regional; fou representat sovint, encara, durant la Segona República.
En l'epitafi que acompanyava la seva tomba es podia llegir el següent: "En este mundo me toca este rincón solamente, guardareis eternamente los restos de Jaime Roca que fue librepensador, en lo sano de su vida cuando inocente creía las iras del Redentor y los hombres inventaron como cosa prodigiosa con carácter misteriosa lo natural invocaron. Aquí se acaban los fueros. Los que dejéis de existir, ¿queréis conmigo venir? Os aguardo compañeros". L'epitafi fou destruït durant la Guerra Civil apropòsit.

## Patrimoni Literari
La primera obra que va escriure va ser Sa revolució d'un poble, de 1869 però es publicà el 1874. Reflectia l'experiència directa dels avalots del setembre de 1868 a Andratx. També escrigué Pancaritat de s'Arracó, un acte d'uns cinc-cents versos, que escenificava les bregues del batlle i el vicari per fer-se amb els diners recollits a la bacina de la missa a l'oratori de Sant Elm, durant el pancaritat que s'hi celebrava el dilluns de Pasqua. Els fets escenificats tingueren lloc en realitat el 1871. L'obra es convertí en una representació obligada en el pancaritat anual. El 1934 es va reeditar, ja que a l'època de la Segona República, es reedità tot el seu teatre. Durant la dècada dels 80 escrigué Sa venguda des moros on s'escenificava la ràtzia de la pirateria mora a Andratx del 2 d'agost del 1578. A finals de la seva trajectòria com a dramaturg va escriure Els amics del Rei (1904), comentari paròdic de la vinguda d'Alfons XIII a Mallorca el 25 d'abril de 1904. A més va escriure obres purament costumistes com Es sereno des bàrrio, Es sobre i sa nora o altres obres com Es torré d'es cap d'es Llabeitx (188-).
Com a lliurepensador i anticlerical destacava també el discurs llegit el dia dels morts, el 2 de novembre, al cementiri civil d'Andratx en record a Miquel Moner Palliser i Joan Ferrer: Discurso pronunciado sobre la tumba de los librepensadores D.Juan Ferrer, médico y D. Miguel Moner, comerciante, el día 2 de noviembre de 1890, en el pueblo de Andraitx, en el momento de depositar varias coronas, acudiendo el pueblo en masa a escucharlo. (en castellano). Palma. Imprenta de B. Rotger, 1890.